# Acrophiletis
Acrophiletis là một chi bướm đêm thuộc họ Gelechiidae.